# دولومیتی
دولومیت (ایتالیایی: Dolomiti) (دولومیتی، دولومیتس، دولومیت‌ها) یک رشته‌کوه در شمال شرق ایتالیا است.این رشته‌کوه که بخشی از آلپ است در طرف غرب از رود آدیجه تا رود پیاوه در طرف شرق امتداد دارد.این رشته‌کوه در استان‎های ترنتینو، تیرول جنوبی و بلونو قرار دارد.